# Света Гора
Света Гора (Атос) је планина и полуострво у североисточној Грчкој и важан је центар православног монашког живота. Она има аутономно државно уређење унутар Републике Грчке.
На Светој гори налази се 20 манастира под директном јурисдикцијом цариградског патријарха из Цариграда.
Света гора је насељена од античких времена и позната је по дугој присутности хришћанства и историјским монашким традицијама, које у најмању руку датирају из 800. године пре нове ере и византијског доба. Данас, преко 2.000 монаха из Грчке и многих других земаља, укључујући православне земље, као што су Румунија, Молдавија, Грузија, Бугарска, Србија и Русија, живи аскетским животом на Светој гори, изоловано од остатка света. Светогорски манастири чувају богате колекције добро очуваних артефаката, ретких књига, древних докумената и уметничких предмета огромне историјске вредности, а сама Света гора налази се на листи Светске баштине од 1988. године.

Иако је правно Света Гора део Европске уније, као и остатак Грчке, Монашка Држава Света Гора и њене институције имају посебну јурисдикцију, која је потврђена приликом пријема Грчке у Европску заједницу (претходницу Европске уније). То је омогућило властима ове монашке државе да регулишу слободно кретање људи и добара на својој територији, односно да дозволи улаз само мушкарцима.
Света Гора (грч. Άγιο Όρος) је један од центара православног света. Налази се на полуострву Халкидики (Егејска Македонија) на северу Грчке, тачније на најисточнијем од три полуострва Халкидикија — Атосу.
Атос је планина и полуострво у северној Грчкој (на грчком Άγιο Όρος (Ayio Oros што на српском значи „Света Гора“), или Ἅγιον Ὄρος (Hagion Oros) на класичном грчком). Атос је седиште 20 православних манастира и чини аутономну државу под грчким суверенитетом. Само је монасима дозвољено да живе на Светој Гори, а тренутно на њој живи око 2.000 монаха. Полуострво, источни крак већег полуострва Халкидикија дугачко је 60 km, а ширина му је 7 до 12 km и има површину од 390 km², с планином Атос, чије стрме, густо пошумљене падине, достижу висину до 2.033 m.
Егејско море које окружује полуострво може бити врло опасно. Персијски цар Ксеркс I наредио је да се ископа канал преко превлаке да би омогућио пролаз своје флоте 482. п. н. е.

## Легенда
По једном старом предању Богородица је пловила са Светим апостолом Јованом из Јопе у Кипар да посети епископа Лазара. Када је олуја скренула брод с курса на тада пагански Атос, били су присиљени да се усидре у близини луке Клемент, у близини данашњег манастира Ивирон. Богородица је изашла на обалу и, одушевљена дивљом лепотом планине, благословила је и замолила свог сина, Исуса Христа, да га претвори у њен врт. Зачуо се глас: „Нека ово место буде твоје наслеђе и твој врт, рај и небо спасења за оне који траже спасење“. Од тог тренутка планина је посвећена као врт Мајке Божје у који није дозвољен приступ другим женама.

## Античко доба
У грчкој митологији, Атос је име једног од Гиганата који су се жестоко борили против грчких богова током гигантомахије. Атос је бацио огромну стену на Посејдона која је пала у Егејско море и од које је настала планина Атос. Према другој верзији приче, Посејдон је на овој планини сахранио пораженог дива.
Хомер помиње планину Атос у Илијади. Херодот пише да је током персијске инвазије на Тракију 492. године пре н. е. персијску флоту под вођством Мардонија потопио снажан северни ветар док је покушавала да оплови обалу у близини планине Атос, приликом чега је изгубљено 300 бродова и 20,000 људских живота. Херодот помиње ово полуострво, које се тада називало Акта, и каже да су га населили Пелазги са острва Лимн, наводећи имена пет градова на њему – Сана, Клеоне, Тис, Олофикс и Акротоoн. И Страбон помиње градове Дион и Акротоон. Еретрија је такође основала колоније на полуострву Акта. Барем још један град је подигнут у класичном периоду: Акант. Неки од ових градова ковали су сопствени новац.
Ово полуострво нашло се на освајачком путу Ксеркса Првог, који је провео три године копајући Ксерксов канал преко превлаке да би омогућио пролаз својој освајачкој флоти 483. године пре н. е. Након смрти Александра Великог, архитекта Динократ предложио је да се из читаве планине исклеше статуа Александра.
Историја овог полуострва у каснијим годинама умногоме је непозната, услед недостатка историјских извора. Археолози нису успели да одреде тачну локацију градова које наводи Страбон. Верује се да су већ били напуштени када су нови насељеници, монаси, почели да пристижу на Атос, нешто пре деветог века н. е.

## Историја
Света Гора је као манастирска заједница формално основана 963. године, када је монах Атанасије основао манастир Велику Лавру, данас највећи и најзначајнији од 20 манастира. Манастир је уживао заштиту византијског цара током следећих векова па је његово богатство и имање непрестано расло. Света Гора се осамосталила за време византијског цара Василија I. Четврти крсташки рат с почетка 13. века довео је нове римокатоличке господаре због којих су светогорски монаси били присиљени да траже заштиту од папе Иноћентија III, до обнове Византијског царства. Каталонски плаћеници (алмогавери) су је опљачкали с у првој деценији 14. века.
Када је Византијско царство пропало у 15. веку, власт над Светом Гором преузело је исламско Османско царство. Османлије су удариле велике намете манастирима, али су их углавном остављали на миру. Број монаха и њихово богатство опадали су у следећим вековима, али је Света Гора оживела у 19. веку захваљујући поклонима и доласком многих монаха из православних земаља, као што су Русија, Бугарска, Румунија и Србија и свака од ових држава је преузела старање над појединим манастирима. Године 1912, за време Првог балканског рата, Турци су протерани и након кратког сукоба између Грчке и Русије око суверенитета, полуострво је формално дошло под грчку власт после Другог светског рата.
Према грчком уставу, Планина Атос (Власт Свете Горе) је политичка самоуправа 20 главних манастира који чине Свету заједницу која управља територијом, а главни град и административни центар, Кареја, такође је и седиште гувернера као представника грчке власти. Духовно, Света Гора је под директном јурисдикцијом васељенског патријарха из Цариграда. Поред манастира постоје 12 скитова, мањих монашких заједница, као и многе усамљене монашке келије широм полуострва. Све особе које живе манастирским животом, након што постану монаси, постају такође и грчки држављани без икаквих формалности. Световњаци могу да посете Свету гору, али уз посебну дозволу.
Женама је приступ полуострву потпуно забрањен; чак су и женке домаћих животиња забрањене (с изузетком, кажу, мачака и кокошака које легу јаја од чијих жуманаца се праве боје које се користе у иконописању). Међутим, за време Грчког грађанског рата, Атос је пружао уточиште избеглицама, међу којима су биле жене и девојчице.
У данашње време, манастири Свете Горе су неколико пута били погођени пожарима, нпр. у августу 1990. и марту 2004, када је ватра прогутала велики део српског манастира, Хиландар. Због усамљених локација манастира, често на брдима, и због немогућности пружања адекватне противпожарне заштите, штете које су изазвали пожари су често врло велике.
Православни патријарх Александрије, Петар VII, заједно са 16 особа, погинуо је 11. септембра 2004.године кад се хеликоптер срушио у Егејско море на путу за Свету Гору.

### Српско доба и утицаји
Српски владари из династије Немањића финансијски су помагали манастире на Светој гори, а неки од њих су одлазили на ходочашћа или су тамо приступали монашком реду. Стефан Немања је помогао изградњу манастира Хиландар са својим сином, архиепископом Светим Савом 1198. године.
Између 1342. и 1372. године, Света гора је била под српском влашћу. Цар Стефан Душан потпомагао је Свету Гору великим донацијама свим манастирима. Повељом цара Стефана Душана манастиру Хиландару цар је овом манастиру дао директну власт над бројним селима и црквама, укључујући Цркву Светог Николе у Добрушти у Призрену, Цркву Светих Арханђела у Штипу, као и Цркву Светог Николе у Врању са околним земљиштем и поседима. Такође је дао велике поседе и донације Испосници Светог Саве Освећеног у Кареји, Манастиру Светих архангела у Јерусалиму, као и бројним другим манастирима. Душан је био једини средњовековни владар који је велики део времена проводио на Светој гори истовремено владајући царством – провео тамо је са супругом 9 месеци око 1347. године. Царица Јелена, супруга цара Стефана Душана, једна је од малог броја жена којима је било дозвољено да посете Свету гору и бораве на њој.
Захваљујући Душановим донацијама, српски манастир Хиландар проширио се на 10,000 хектара, што је највећи посед у односу на друге манастире на Светој гори и што представља једну трећину њене површине. Српски племић Антоније Багаш, заједно са Николом Радоњом, купио је и обновио руинирани Манастир Светог Павла између 1355. и 1365. године и постао његов игуман.
Период српског царства је био период напретка за Хиландар и остале манастире на Светој гори, када су многи од њих обновљени, поново саграђени и знатно проширени. Донације су се наставиле и након пада српског царства, а кнез Лазар и доцнија династија Бранковића наставила је да подржава манастирску заједницу. Српски властелин Радич (велики челник) обновио је манастир Констамонит након пожара 1420. године, а потом се замонашио, узевши монашко име Роман (после 1433.).
Српска принцеза Мара Бранковић друга је жена којој је било дозвољено да посети ову област. Као Супруга Мурата Другог, Мара Бранковић је искористила свој утицај на османском двору да би осигурала специјалан статус Свете Горе унутар Османског царства. Крајем 15. века, у пет манастира на Светој гори живели су српски монаси под српским настојством: у манастирима Дохијар и Григоријат, Манастиру Светог Павла, Манастиру Светог Дионисија и манастиру Хиландар.
За време османске владавине, многи српски племићи, укључујући и оне који су били директно под османском влашћу, као и оне који су морали да приме ислам, наставили су да помажу Свету Гору. У модерно доба, након ослобођења од Турака, нови српски краљеви из династија Обреновића и Карађорђевића, као и новоформирана буржоаска класа, наставили су да помажу Свету Гору. У време Првог светског рата, француски генерал Сарај је са одредом зуава и Руса запосео Халкидик, због сумње да се ту налази база за снабдевање немачких подморница. Том приликом су документовани многи манастири, што је раније било тешко. Након распада Социјалистичке Федеративне Републике Југославије, многи председници и председници владе Републике Србије посетили су Свету гору.

## Језици
Грчки језик је у општој употреби у свим грчким манастирима, али се у неким манастирима говори другим језицима: у Светом Пантелејмону руски (35 монаха), у Хиландару српски (46), у Зографу бугарски (15), а у скитовима Продромос и Лаку румунски (64). Данас многи грчки и други монаси говоре енглески.

## Издавање поштанских марака
У зиму 1915/1916. године савезничке снаге су планирале искрцавање на Свету Гору. У ишчекивању искрцавања припремили су серију поштанских марака које је требало да се издају 25. јануара 1916. ради употребе привремене владе монашке републике.
Ове марке су штампане на табацима од 12 комада (3 реда по 4), а штампане су на носачу авиона . Марке су имале шест вредности, почев од једног шилинга, и све су штампане црно-бело, али на различитим врстама папира.
Марке су имале четвртасти рам с именом „Брдо Атос“ на дну на енглеском, лево на руском, а десно на грчком. На врху је писало „Теократија“, на енглеском. Вредност марака је била у сваком углу, на енглеском у доњим угловима, грчком на горњем левом и руском на горњем десном углу. У унутрашњем делу налазио се двоглави византијски орао с ликом Богородице са Христом на грудима, у овалу.
Ове марке нису имале званичан статус али спадају у категорију марака које су припремљене а неиздате.
Две занимљивости су везане за ове марке:
- То су једине марке које су имале вредности и натписе на три различита језика.
- То су биле једине марке које су припремљене на једном ратном броду за време рата.

## Уметничко благо
Атоски манастири поседују богате ризнице непроцењивог средњовековног уметничког блага, укључујући иконе, литургијске одежде, крстове, путире, кодексе и друге хришћанске документе, царске хрисовуље, свете мошти и друго. Донедавно није било организоване студије и архивирања, али је недавно Европска унија основала фонд који је почео да уређује, штити и поправља ово благо. Многе православне земље такође су почеле да воде бригу о уметничком благу својих манастира на Атосу.

## Двадесет манастира са самоуправом
По подацима из 2001. на Атосу је живело 2.262 становника, од којих су већина монаси.
На Светој Гори се налази 20 манастира.
1. Манастир Велика Лавра (64 монаха)
2. Манастир Ватопед (163)
3. Манастир Ивирон (71)
4. Манастир Хиландар (92)
5. Манастир Дионисијат (71)
6. Манастир Кутлумуш (86)
7. Манастир Пантократор (25)
8. Манастир Ксиропотам (25)
9. Манастир Зограф (48)
10. Манастир Дохијар (32)
11. Манастир Каракал (60)
12. Манастир Филотеј (57)
13. Манастир Симонопетра (94)
14. Манастир Светог Павла (112)
15. Манастир Ставроникита (42)
16. Манастир Ксенофонт (123)
17. Манастир Григоријат (107)
18. Манастир Есфигмен (121)
19. Манастир Пантелејмон (88)
20. Манастир Констамонит (44)

У скитовима и келијама живи још око 290 монаха.